# Mont Cervin Palace

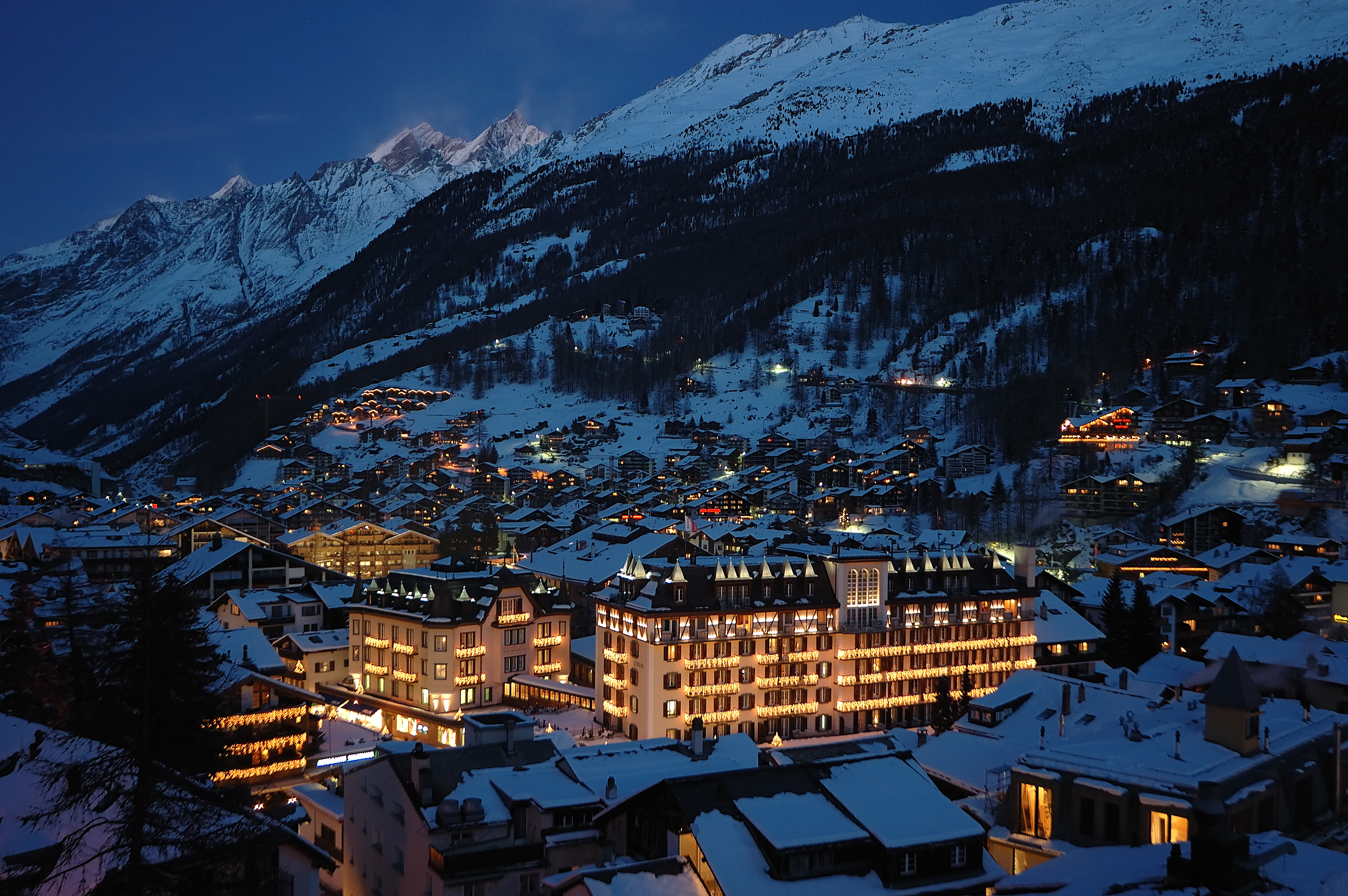
Mont Cervin Palace bei Nacht

Das Mont Cervin Palace ist ein  Fünfsterne-Hotel in Zermatt im Schweizer Kanton Wallis. Es ist Mitglied bei den Swiss Deluxe Hotels und  das einzige Hotel der Leading Hotels of the World im Dorf Zermatt.

## Geschichte
1852 eröffnete Staatsrat Joseph Anton Clemenz aus Visp das Hotel Mont Cervin mit 14 Fremdenbetten. 1857 wurde es von Alexander Seiler I. gepachtet; 1867 ging es in seinen Besitz über. Nach seinem Tod am 10. Juli 1891 führte seine Witwe Catharine Cathrein das Familienunternehmen weiter bis zu ihrem Tod im Jahr 1895.

## Die zweite Generation

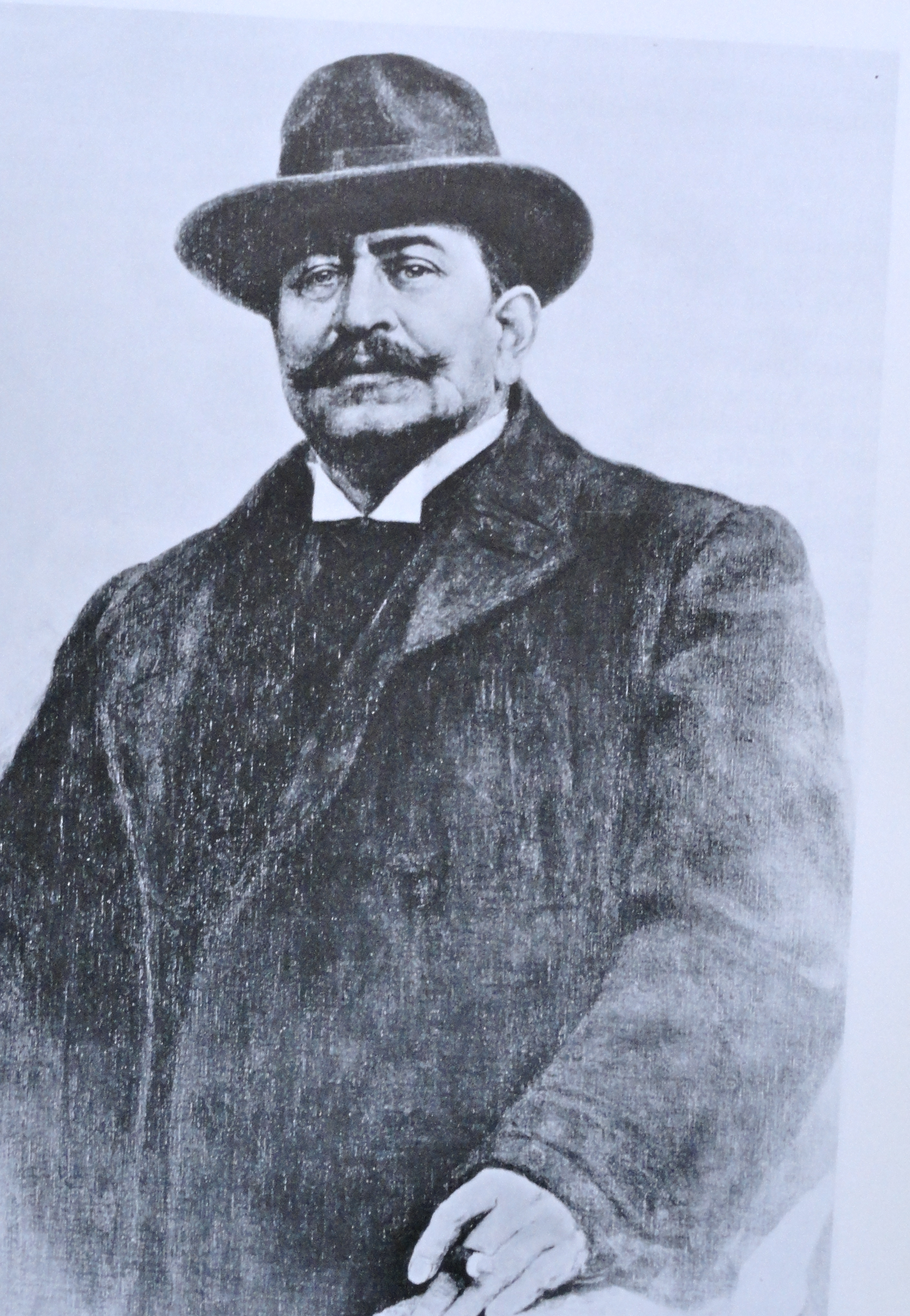
Alexander Seiler II

Alexander Seiler – 31-jährig, Jurist und Grossrat – übernahm das Unternehmen und gründete mit seinem Bruder Hermann die Gesellschaft „Gebrüder Seiler“. Im Jahre 1908 wandelte Alexander II das Unternehmen in eine Aktiengesellschaft um. 1909, dem wirtschaftlichen Höhepunkt der Gruppe, verfügte er einschließlich der Pachtbetriebe über 1200 Gästebetten. Alexander II starb 1920 im Alter von 56 Jahren.
Hermann Seiler, der jüngste Bruder von Alexander II, übernahm darauf das Unternehmen und führte es bis ins Jahr 1943.

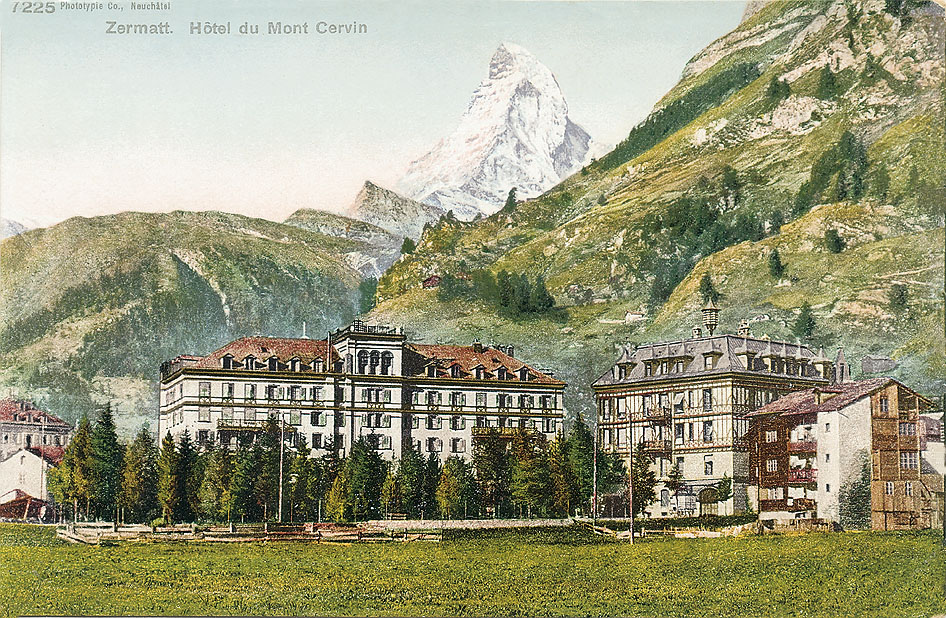
Zermatt Anfang 20. Jahrhundert

## Die dritte Generation
Joseph Seiler II und Franz Seiler, beides Söhne von Alexander II, übernahmen mitten im Zweiten Weltkrieg die Seiler Hotels. 1966 trat Theodore E. Seiler, der jüngste Sohn von Alexander II, in den Verwaltungsrat. Während seiner Amtszeit standen Renovationen und die Verbesserung der Dienstleistungen im Vordergrund. 1955 holte Franz mit Bernhard Seiler die vierte Generation in das Unternehmen. 15 Jahre lang war er als operativer Generaldirektor tätig.

## Die vierte Generation und heute
Seit 1982 betreibt die vierte Generation der Seilers das Familienunternehmen: Roberto Seiler als Präsident und Christian Seiler als Delegierter des Verwaltungsrates. Im Jahre 2005 wurde das Mont Cervin nach einigen Umbauten zum Palace ernannt und 2007 kam mit dem «Le Petit Cervin» eine weitere Dependance dazu. 2007 übernahm Jelmoli Holding 83,5 % des Aktienkapitals. Im März 2009 legte Roberto Seiler sein Amt als Verwaltungsratspräsident nieder und übergab das Ruder für sieben Monate an Michael Müller; zum ersten Mal in der Geschichte der Seiler Hotels präsidierte kein Seiler das Unternehmen.
Im Oktober 2009 übernahm Christian Seiler das Präsidium der Seiler Hotels und führte diese bis Dezember 2011. Während dieser Zeit fanden die Aufsplittung der Jelmoli Holding, der Wechsel zu Athris und im Juni 2011 der Verkauf an die Credit Suisse statt. 2012 wurden das Hotel für mehrere Millionen renoviert.
2017 wurden das Hauptrestaurant und die Hotelbar komplett renoviert.
2019 wurden sämtliche Familienapartments renoviert. Heute präsentiert sich das Hotel im modernen alpinen Style.
Im Herbst 2019 wurde die Mehrheit der Seiler Hotels AG durch die Aevis Victoria SA übernommen. Zur Aevis Victoria SA gehören auch das Bellevue Palace in Bern, das Eden au Lac in Zurich, das Victoria-Jungfrau Hotel in Interlaken und das Crans Ambassador Luxury Sport Resort in Crans-Montana.

## Trivia
- Phil Collins feierte seinen 50. Geburtstag im Mont Cervin.
- Königin Margarethe von Italien weilte im Mont Cervin; der Anbau von 1902 wurde mit „Villa Margherita“ nach ihr benannt.